# اللجنة البارالمبية البولندية
اللجنة البارالمبية البولندية (بالبولندية: Polski Komitet Paralimpijski، وتُعرف اختصارًا بـPKPar) هي اللجنة البارالمبية الوطنية التي تمثل بولندا.
تأسست اللجنة في عام 1998. وكان من بين المبادرين إلى تأسيسها كل من الاتحاد البولندي لرياضة المعاقين، والجمعية البولندية الاجتماعية الرياضية، ومؤسسة حماية صحة المعاقين. اللجنة عضو في اللجنة البارالمبية الدولية واللجنة البارالمبية الأوروبية. وتتمثل أهدافها الأساسية في الترويج لفكرة البارالمبية، والمشاركة في تنظيم الحركة البارالمبية في بولندا، وضمان المشاركة الرسمية للرياضيين البولنديين في دورة الألعاب البارالمبية.

## السلطات والأعضاء
تُدار أنشطة اللجنة من قبل مجلس إداري يتألف من 12 إلى 19 شخصًا، يُنتخب لفترة مدتها أربع سنوات. ويشغل أوكاش شجيليغا منصب رئيس اللجنة منذ عام 2015. أما بولينا مالينوفسكا-كوفالتشيك فقد عُيّنت أمينة عامة للجنة في عام 2020، بعد أن كانت متحدثة باسمها سابقًا.
رؤساء اللجنة البارالمبية البولندية:
- ياشيك ديمبسكي (1998–2000)
- لونغين كومووشكي (2000–2015)
- أوكاش شجيليغا (منذ 2015 حتى الآن)[2][3][4]

أعضاء اللجنة البارالمبية البولندية:
- الاتحاد البولندي لرياضة المعاقين
- جمعية الاتحادات الرياضية
- مؤسسة إعادة التأهيل النشط
- جمعية الثقافة البدنية والرياضة والسياحة للمكفوفين وضعاف البصر
- جمعية الثقافة البدنية
- الاتحاد البولندي للبوتشيا
- الاتحاد البولندي لركبي الكراسي المتحركة
- الاتحاد البولندي لتنس الطاولة